# Lianna Narbekova
Lianna Alisherovna Narbekova (* 6. Juni 1997 in Taschkent) ist eine usbekische Fußballspielerin und ehemalige Nationalspielerin.

## Vereine
Narbekova spielte im Seniorinnenbereich zunächst für die in Jizzax ansässige Frauenfußballmannschaft des FK Soʻgʻdiyona Jizzax und bestritt in einem Teilnehmerfeld von zwölf Mannschaften neun von elf Punktspielen in der einfachen Hauptrunde. Ihr Debüt gab sie am 3. Juli zum Start der Spielzeit 2020 beim 9:2-Sieg im Heimspiel gegen die Frauenfußballmannschaft des FK Buxoro mit den ersten 45 Minuten. Ihr erstes Tor erzielte sie am 23. September 2020 (5. Spieltag) beim 2:0-Sieg im Auswärtsspiel gegen die Frauenfußballmannschaft von Metallurg Bekobod mit dem Treffer zum Endstand in der zweiten Minute der Nachspielzeit. In der sich anschließenden Meisterrunde, die vom 3. bis zum 22. November 2020 ausgetragen wurde, kam sie in vier von fünf Spielen zum Einsatz. Im Wettbewerb um den nationalen Vereinspokal kam sie in zwei Spielen in einer Gruppenphase (7:0 vs. Lokomotiv Taschkent (1 Tor) am 28. November 2020, 3:0 vs. AGMK Olmaliq am 3. Dezember 2020) zum Einsatz, nicht jedoch im Finale, das am 6. Dezember 2020 gegen die Frauenfußballmannschaft des Bunyodkor Taschkent verloren wurde. In der Folgespielzeit gehörte sie dem Ligakonkurrenten Metallurg Bekobod an, für den sie an den ersten acht Spieltagen wirkte und am zweiten, am 23. April 2021, beim 4:1-Sieg im Auswärtsspiel gegen die Frauenfußballmannschaft von Qizilqum Zarafshon das Tor zum Endstand per Strafstoß in der 86. Minute erzielte. Der Frauenfußballmannschaft von Nasaf Karschi gehörte sie Januar 2022 bis Ende Dezember 2023 an, wurde in der Spielzeit 2022 lediglich an den ersten beiden Spieltagen berücksichtigt. Nach Zarafshon in die Provinz Navoiy gelangt, gehört sie mit Beginn des Jahres 2024 der dort beheimateten Frauenfußballmannschaft von Qizilqum Zarafshon an.

## Nationalmannschaft
Narbekova nahm im Alter von 19 Jahren mit der Nationalmannschaft am Turnier um den Sincere-Cup 2016 in Yongchuan teil und kam am 20. Oktober im ersten Spiel bei der 1:2-Niederlage gegen die Nationalmannschaft Dänemarks zum Einsatz, in dem ihr mit dem Treffer zur 1:0-Führung in der zehnten Minute sogleich ihr erstes Länderspieltor gelang. Im zweiten Spiel, zwei Tage später bei der 1:4-Niederlage gegen die Nationalmannschaft Chinas, traf sie erneut zur 1:0-Führung ihrer Mannschaft, jedoch schon in der sechsten Minute.
Am 7. und 11. April 2017 wurde sie im zweiten und vierten Spiel der Qualifikationsgruppe B für die vom 6. bis 20. April 2018 in Jordanien anstehende Asienmeisterschaft beim 7:1-Sieg über die Nationalmannschaft Indiens (Tor zum 6:1 in der 63. Minute) eingesetzt wie auch bei der 0:4-Niederlage gegen die Nationalmannschaft Südkoreas jeweils in Pjöngjang Mit der Mannschaft nahm sie ferner am Turnier um den Türkischen Frauenpokal teil und erzielte am 17. Februar 2021 beim 5:0-Sieg über die Nationalmannschaft Äquatorialguineas im ersten Spiel in Manavgat das Tor zum Endstand in der 74. Minute. Am 5. und 11. April 2021 wurde sie in zwei in Freundschaft ausgetragenen Länderspielen berücksichtigt; beim 1:0-Sieg über die Nationalmannschaft Indiens und bei der 1:3-Niederlage gegen die Nationalmannschaft Belarus’ in Bekobod jeweils in Olmaliq. Zwei weitere Freundschaftsspiele bestritt sie am 23. und 26. August 2021 im zweimaligen Kräftemessen mit der Nationalmannschaft Irans. Im ersten Vergleich gelang ihr beim 2:0-Sieg mit dem Treffer zum 1:0 in der 56. Minute – zehn Minuten nach ihrer Einwechslung für Lyudmila Karachik – erneut ein Tor; der zweite Vergleich – ebenfalls im AGMK Stadion – endete 1:1 unentschieden.
Am 14. und 17. Juli 2023 gehörte sie noch einmal dem Kader der Nationalmannschaft im Länderspiel gegen die Nationalmannschaft Belarus’ an, wurde bei der 1:4-Niederlage und beim 2:1-Sieg jedoch nicht eingesetzt.

## Erfolge
- Usbekischer Pokal-Finalist 2020